# Franz Carr
Franz Carr (Preston, 24 settembre 1966) è un ex calciatore inglese, di ruolo attaccante.

## Carriera

### Club
Ha giocato da ala, ma non è mai riuscito ad imporsi stabilmente in prima squadra. Dopo aver giocato in Inghilterra e Italia, ha chiuso la carriera negli Stati Uniti.
Durante l'esperienza al Nottingham Forest dal 1985 al 1991, è stata una delle più eccitanti e acclamate ali del calcio inglese, affermandosi anche come uno dei calciatori più veloci. Ha giocato, solitamente, sulla fascia destra. Spesso, infatti, è stato chiamato in causa da Neil Webb e Nigel Cough per dei cambi di gioco, da fascia a fascia. Nonostante la rapidità, non ha mai avuto una grande abilità con i piedi, al momento di tiri e cross.
Al Forest, è sceso di popolarità quando suo padre, all'epoca manager del Nottingham, ha litigato con Brian Clough.
I tifosi del Forest, per Carr, hanno coniato il coro "Ooh Ahh Franzy Carr, I said Ooh Ahh Franzy Carr", successivamente usato dai tifosi del Manchester United per Éric Cantona.
In giovane età, ha pensato di diventare un atleta, poiché è stato in grado di correre i cento metri in poco meno di undici secondi.

### Nazionale
Tra il 1986 ed il 1988, ha vestito per nove volte la maglia dell'Inghilterra under 21, segnando una rete.

## Palmarès

### Club

#### Competizioni nazionali
- First Division: 1

Newcastle: 1992-1993
- Coppa di Lega inglese: 1

Aston Villa: 1995-1996